# Палестинский национальный совет
Палестинский национальный совет (PNC, ПНС) — представительный орган арабского народа Палестины, представляющий арабов-палестинцев, проживающих:
- на территории Палестинской автономии (около 4 млн чел.),
- на территории Израиля (около 1 млн чел.)
- и за рубежом (около 4 млн чел.).

Имеет статус парламента Государства Палестина, провозглашённого в изгнании в 1988 году.

## История
Впервые ПНС был созван в мае 1964 года в Восточном Иерусалиме (422 депутата). На конференции ПНС присутствовали представители от палестинских общин в Алжире, Египте, на Западном берегу, в Иордании, Ираке, Катаре, Кувейте, Ливане, Ливии, секторе Газа и Сирии.
На этой сессии было подтверждено решение о создании Организации освобождения Палестины (ООП; принципиальное решение было принято в январе того же года на совещании арабских лидеров, инициатива принадлежала президенту Египта Гамалю Абдель Насеру). Объявление о создании ООП было сделано 1 июня на заключительной сессии ПНС. Главой ООП стал Ахмед Шукейри (Ahmad Shuqairi).
Тогда же была принята Палестинская хартия — основной политический документ палестинского движения.
Первоначальный вариант Хартии содержал множество жёстких формулировок — например, признание вооружённой борьбы законным и единственным средством освобождения Палестины, а также отказ от признания права Израиля на существование.
Последующие сессии ПНС проводились в Каире (1965), секторе Газа (1966), Каире (1968—1977), Дамаске (1979—1981), Алжире (1983), Аммане (1984), Алжире (1988—1991), секторе Газа (1996 и 1998).
В феврале 1969 года на сессии в Каире председателем исполкома ООП был избран Ясир Арафат.
В 1971 году впервые в работе ПНС приняли участи представители израильских арабов.
В ноябре 1988 года на алжирской сессии ПНС принял декларацию независимости арабского государства Палестины.
После заключения палестино-израильского соглашения в Осло на апрельской сессии ПНС в Газе было принято решение (504 голоса против 54) изъять из Палестинской хартии положения, отказывающие Израилю в праве на существование, однако формально в текст хартии изменений внесено не было. Эдвард Вади Саид — один из самых известных членов ПНС — вышел из этой организации из-за убеждения, что подписание соглашения в Осло делает невозможным возвращение палестинских беженцев на территории, захваченные Израилем в 1967 году.
4 декабря 1998 года на сессии ПНС в Газе было подтверждено аннулирование положений Палестинской хартии, отрицающих право Израиля на существование. Решение было принято в присутствии президента США Билла Клинтона в связи с тем, что премьер-министр Израиля Биньямин Нетаньяху выдвинул это в качестве условия для продолжения мирных переговоров. Статьи 6-10, 15, 19-23 и 30 были объявлены недействительными, но не были исключены из официального текста хартии. (недоступная ссылка с 29-05-2017 [2984 дня])
По состоянию на 2003 год, председателем ПНС был Салим Занун, членами ПНС являлись 669 человек: все 88 членов Палестинского законодательного совета, 98 представителей населения оккупированных палестинских территорий и 483 представителя палестинской диаспоры.
18 февраля 2006 года Салим Занун привёл к присяге депутатов избранного в январе Палестинского законодательного совета второго созыва и подтвердил, что они становятся по должности членами ПНС.
17 июля 2025 исполком ООП назначил выборы нового состава ПНС, которые по указу Махмуда Аббаса от 19 июля должны пройти до конца 2025 года. Совет будет включать 350 депутатов, две трети из которых будут представлять жителей палестинских территорий (сообщение Синьхуа).

## Сессии ПНС
1. Иерусалим, 28 мая 1964. Создана ООП, принята Палестинская национальная хартия.
3. Газа, 20 мая 1966. Создана Армия освобождения Палестины. К ООП присоединились основные палестинские боевые группировки (фронты).
4. Каир, 10-17 июля 1968. Должность председателя исполкома ООП отделена от должности председателя ПНС.
5. Каир, 1-4 февраля 1969. Председателем исполкома ООП вместо Ахмеда Шукейри избран Ясир Арафат. Фронты получили представительство в исполкоме ООП.
12. Каир, 1-8 июня 1974. Принята программа «10 пунктов». Провозглашён курс на создание палестинской власти на любой части территории, которая будет освобождена от оккупации.
13. Каир, 12-22 марта 1977. Создан Центральный совет ООП — орган, промежуточный между ПНС и Исполкомом ООП.
19. Алжир, 15 ноября 1988. Провозглашено Государство Палестина.
21. Газа, 22 апреля 1996. В присутствии президента США Клинтона признаны недействующими статьи Палестинской национальной хартии, предусматривающие непризнание права Израиля на существование.
30 апреля 2018 года. Впервые за 9 лет прошло заседание в Рамалле. Избрано 18 новых членов Палестинского национального совета.

## Состав
- группа движения Al Watan 198
- группа Законодательного совета 132
- группа Фатха 49
- группа военных 27
- группа членов партии Народный фронт за освобождение от Палестины 27
- группа членов Совета, проживающих в Соединённых Штатах Америки 17
- группа Демократического фронта за на освобождение от Палестины 17
- группа партии демократический союз (Fida) 12
- группа палестинского фронта освобождения 12
- группа Движения Thunderbolt 12
- группа народной партии 9
- группа арабского фронта освобождения 8
- группа Народного фронта освобождения Палестины (Главное командование) 7
- группа фронта Палестинской народной борьбы фронта 7
- группа движения «Исламский джихад» в Палестине (Иерусалим) 6
- группа арабского палестинского фронта 6
- группа Палестинского исламского фронта 1
- группа палестинского национального движения 1
- группа палестинских женщин "S Союз 26
- группа Всеобщего союза трудящихся Палестины 18
- группа Федерации палестинских учителей 14
- группа палестинских студенческого союза 13
- группа красного Полумесяца и Федерации от палестинских врачей 10
- группа инженеров [ ? ] 8
- группа писателей " Союза из палестинских журналистов и 8
- группа Союза палестинских юристов 4
- группа Палестинского высшего совета по делам молодёжи и спорта 3
- группа палестинских экономистов 1
- группа Федерации палестинских фермеров 1
- группа движения « Союз Палестинского искусства»
- группа палестинских изобразительных художник

## Председатели ПНС
- Ахмед Шукейри (1964—1967)
- Абдель Мохсен аль-Каттан (1968)
- Яхъя Хаммуда (1969)
- Халед аль-Фахум (1974—1983)
- шейх Абдель Хамид ас-Саих (1984—1996)
- Салим аз-Занун Абу аль-Адиб (с 1996)